# Parassubordinação
A parassubordinação não se encontra tipificada na legislação do Brasil, tão apenas discutida em artigos esparsos e pouca doutrina jurídica brasileira, sendo trazida para a alçada pátria como a subordinação dos não empregados que têm características de emprego.
Outrossim, designa o estado de sujeição do trabalhador que não é empregado, podendo ser autônomo, eventual ou qualquer outra espécie.
Na verdade, a parassubordinação aparece mais recentemente, segundo a doutrina italiana, como um elemento entre a subordinação do empregado e o conceito de colaboração do trabalhador autônomo. O trabalho parassubordinado decorre de um contrato de colaboração no qual o trabalhador se compromete a desempenhar uma atividade mediante a coordenação, e não subordinação, da empresa tomadora.
Segundo Otávio Pinto e Silva, doutrinador brasileiro, a noção de parassubordinação foi desenvolvida pela doutrina italiana para regular as relações de trabalho que se inserem na organização da empresa, embora se desenvolvam com independência e sem a direção do tomador de serviços. Mais, entende que, diferentemente do trabalho autônomo, o trabalhador parassubordinado assume a obrigação de atingir resultados sucessivos, coordenados entre si e relacionados aos objetivos da empresa.
Para Amauri Mascaro Nascimento, doutrinador brasileiro, o trabalho parassubordinado está entre o autônomo e o subordinado, abrangendo tipos de trabalho que não se enquadram exatamente em uma das duas modalidades tradicionais.
A doutrina italiana entende que o trabalho parassubordinado possui algumas semelhanças com o trabalho subordinado, mas, com ele não se confunde e a parassubordinação vai além do conceito tradicional de trabalho autônomo.
Os elementos que compõem a relação jurídica do trabalhador parassubordinado estão todos intrinsecamente conjugados: continuidade da relação de trabalho; preponderância da natureza pessoal da prestação dos serviços e relação de coordenação.
A parassubordinação foi elaborada para explicar as relações de coordenação dos trabalhadores que, embora executem trabalho pessoal e mediante paga, possuem uma subordinação mais tênue.
No Brasil, enquanto no trabalho subordinado temos a submissão do empregado a ordens e fiscalização do empregador, em sua forma clássica, no trabalho parassubordinado prevalece a dependência econômica e o intuito de colaboração entre as partes. Se o primeiro se caracteriza pela pessoalidade, continuidade, onerosidade e subordinação, o segundo revela-se também com a pessoalidade, continuidade, onerosidade (ou retribuição), mas, mediante coordenação com a empresa tomadora do serviço. Nesta modalidade de contratação, sempre há o caráter da dependência econômica do parassubordinado, que depende da prestação contínua do trabalho para sua sobrevivência, diverso do trabalho autônomo. Tal dependência revela uma sensível redução da liberdade de contratação do prestador do serviço.
Para Giancarlo Perone, um jurista italiano, essa coordenação,
“denota o intento de utilizar organicamente a prestação do trabalho no âmbito da empresa, como pode ocorrer na representação comercial autônoma. Sendo a empresa uma organização na qual há um poder diretivo, é natural que nela coexistam diversos graus e títulos de ingerência pertinentes ao poder do empregador, correspondendo a diversas hipóteses de qualificação do vínculo jurídico”.
Para Giuseppe Ferraro, um jurista italiano, a nomenclatura "parasubordinazione" é uma variedade da relação de trabalho autônomo, compreendida também num contrato de obra ou de obra profissional. É o reconhecimento jurídico de uma categoria de relação afim ao trabalho subordinado com um resultado semelhante. Por exemplo, os contratos dos profissionais liberais, de representação comercial etc.
Para Giuzeppe Tarzia, outro jurista italiano, envolve relações de trabalho que, embora sejam desenvolvidas com independência e sem a direção do destinatário do serviço, inserem-se na organização deste; diz respeito a um regime de colaboração entre as partes e não exatamente de subordinação, pois, há total autonomia na prestação de serviços, pois, o trabalhador organiza sua própria atividade.
A parassubordinação se concretiza nas relações de natureza contínua, nas quais os trabalhadores desenvolvem atividades que se enquadram nas necessidades organizacionais dos tomadores de seus serviços, contribuindo para atingir o objeto social do empreendimento, quando o trabalho pessoal deles seja colocado, de maneira predominante, à disposição do contratante, de forma contínua.
Segundo Irany Ferrari e Geórgia Cristina Affonso, referindo-se à doutrina italiana, a parassubordinação nas relações de trabalho assemelha-se a "uma subordinação pela metade ou não completa", que somente pode existir para os membros cooperados em relação aos tomadores de serviços das cooperativas, posto que não incluída no art. 3º da CLT e no art. 2º da Lei nº 5.889/73.11 Ponderam ainda os autores referidos, que entre profissionais liberais não há total autonomia no serviço em relação a seus clientes, senão na parte técnica, pois devem atender as exigências de tais clientes.
Enquanto no trabalho subordinado temos a submissão do empregado a ordens e fiscalização do empregador, no trabalho parassubordinado prevalece a dependência econômica e o intuito de colaboração entre as partes. Se o primeiro caracteriza-se pela pessoalidade, continuidade, onerosidade e subordinação, o segundo revela-se também
com a pessoalidade, continuidade, onerosidade (ou retribuição), mas, mediante coordenação com a empresa tomadora do serviço.
Nesta modalidade de contratação, sempre há o caráter da dependência econômica do parassubordinado, que depende da prestação contínua do trabalho para sua sobrevivência, diverso do trabalho autônomo. Tal dependência revela uma sensível redução da liberdade de contratação do prestador do serviço.
A parassubordinação é, com freqüência, identificada nos serviços prestados por cooperativas de trabalho ou profissionais liberais.